# 邁松阿爾福獸醫學校站
邁松阿爾福獸醫學校站（法語：École Vétérinaire de Maisons-Alfort）是巴黎地鐵的一個車站，位於邁松阿爾福。車站名稱來自於成立於1765年的邁松阿爾福獸醫學校。邁松阿爾福獸醫學校站開業於1970年9月19日，是巴黎地鐵8號線的車站。

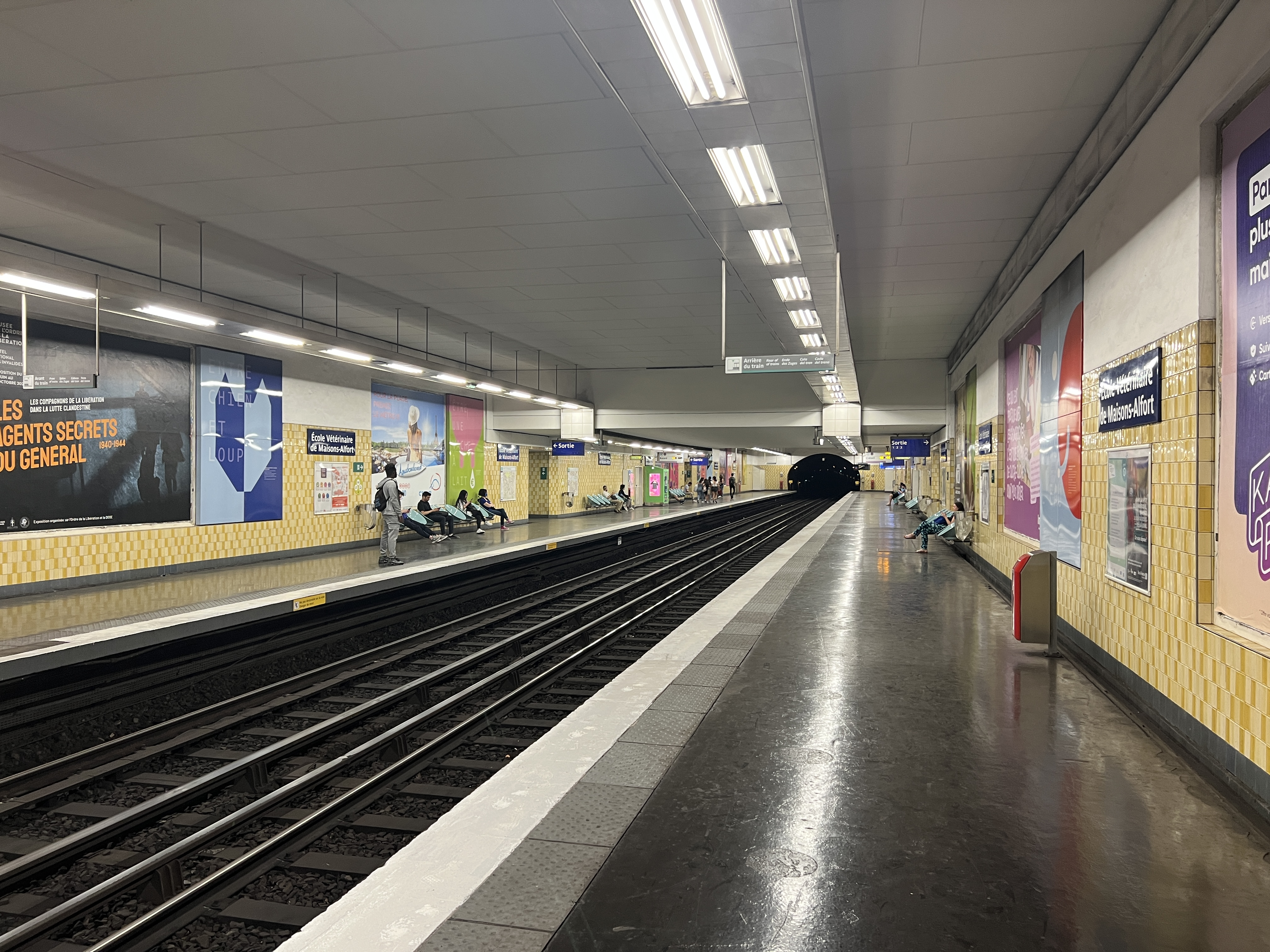
月台（2022年7月）

## 車站結構
| 街道層 |                    |                              |
| B1     | 月台連接夾層       |                              |
| 月台層 | 側式月台，右側開門 | 側式月台，右側開門           |
| 月台層 | 往巴拉             | 往巴拉（沙朗通學校）         |
| 月台層 | 往湖之角           | 往湖之角（邁松阿爾福體育場） |
| 月台層 | 側式月台，右側開門 |                              |